# Жари (Владимирская область)
Жари — деревня в Александровском районе Владимирской области России, входит в состав Каринского сельского поселения. 

## География
Деревня расположена в 22 км на юг от центра поселения села Большое Каринское и в 21 км на юг от города Александрова.

## История
В XIX — начале XX века деревня входила в состав Махринской волости Александровского уезда, с 1926 года — в составе Карабановской волости. В 1859 году в деревне числилось 9 дворов, в 1905 году — 18 дворов, в 1926 году — 26 дворов.
С 1929 года деревня входила в состав Негловского сельсовета Александровского района, с 1940 года — в составе Махринского сельсовета, с 1948 года — в составе пригородной зоны города Александрова, с 1965 года — в составе Александровского района, с 2005 года — в составе Каринского сельского поселения.

## Население
| 1859 | 1905 | 1926 | 2002 | 2010 | 2021 |
| ---- | ---- | ---- | ---- | ---- | ---- |
| 68   | ↗95  | ↗121 | ↘0   | →0   | →0   |